# تشانغ من
شِم تشانغ مِن (بالهانغل: 심창민، وبالهانجا: 沈昌珉) هو مغنٍ وممثل وعضو في فرقة تي في أكس كيو (TVXQ). ولد تشانغ مِن في 18 فبراير 1988 في مدينة سول في كوريا الجنوبية، ويعرف أيضاً باسمه الفني ماكس تشانغ مِن (최강창민). ضمته إس إم إنترتينمنت إلى صفوفها وعمره أربعة عشر عاماً، وعند ظهوره لأول مرة في ديسمبر 2003 كان أصغر عضوٍ في فرقته.

## الحياة الخاصة
يُتقن تشانغ مِن اللغة الكورية كلغة أم واللغة اليابانية، وقد تخرج من مدرسة غايبو الثانوية في سنة 2006، ثم قُبل في جامعة غيونغ هي في سنة 2009 في تخصص موسيقى ما بعد الحداثة، وفي سنة 2011 حصل على درجته العلمية الثانية في الفلم والفنون من جامعة غونغك، وبعد ذلك على شهادة الماجستير والدكتوراة من جامعة إنها.

### الخدمة العسكرية
تقدم تشانغ مِن للخدمة العسكرية في 7 يوليو 2015 للشرطة العسكرية ليؤدي الخدمة الوطنية الإجبارية، وفي 19 نوفمبر 2015 أصبح شرطياً في القوات المسلحة للجمهورية الكورية، بعد تدريب لمدة خمسة أسابيع في مخيب التدريب العسكري في تشنغنام نونسان. ستنتهي خدمته في 18 أغسطس 2017.

## روابط خارجية
- تشانغ من على موقع IMDb (الإنجليزية)
- تشانغ من على موقع ميوزك برينز (الإنجليزية)
- تشانغ من على موقع ميوزك برينز (الإنجليزية)
- تشانغ من على موقع ديسكوغز (الإنجليزية)